# Вила ди Сото (Болцано)
Вила ди Сото (итал. Vila di Sotto) је насеље у Италији у округу Болцано, региону Трентино-Јужни Тирол.
Према процени из 2011. у насељу је живело 249 становника. Насеље се налази на надморској висини од 963 м.